# 1997 a légi közlekedésben
Ez a lista az 1997-es év légi közlekedéssel kapcsolatos eseményeit tartalmazza.

## Események

### Április
- április 2. – Megrendelik az első négy, alacsony intenzitással gyártott sorozatpéldányát a V–22 Osprey-nek.

### Május
- május 15. – Ganja repülőtér közelében. Azeri katonák lőfegyverekkel tartottak lőgyakorlatot, amikor is a lőtér területe felett egy Jakovlev Jak–40-es típusú repülőgép éppen leszálláshoz készülődött. A gép törzsébe több lövedék is becsapódott, melyek közül néhány átszakította a gép oxigéncsöveit és kigyulladt a repülőgép és lezuhant. A gépen utazó 6 fős személyzet életét vesztette.[1]

### Augusztus
- augusztus 6. – A Korean Air légitársaság 801-es járata lezuhant Guamon, megölve 229 embert a fedélzeten és megsebesített további 25-öt. A tragédiát a rossz látási körülmények a kapitány rossz döntései okozták.[2][3]
- augusztus 7. – Fine Air légitársaság 101-es teherszállító repülőgépe a felszállás után lezuhant egy parkolóra a Miami nemzetközi repülőtéren. A katasztrófában 5 ember (a négyfős személyzet és egy járókelő) vesztette életét, s további két ember súlyosan megsérült. A tragédiát egy műszaki hiba okozott, amit a gép elavultságából eredet.[4]

### Szeptember
- szeptember 3. – Phnompen. A Vietnam Airlines légitársaság 815-ös járata, egy Tupoljev Tu–134B-3 típusú utasszállító repülőgép leszállás közben földnek csapódik. A fedélzeten utazó 66 fő közül 65 fő életét veszti a tragédiában. A gépen 6 fős személyzet és 60 utas tartózkodik a baleset idején. A vizsgálatok pilótahibát állapítanak meg.[5]
- szeptember 13. – Namíbia partjaitól nyugatra, 75 mérföldnyire a parttól. A Német Légierő Tupoljev Tu–154M típusú repülőgépe és az Amerikai Egyesült Államok Légierejének C–141B Starlifter típusú repülőgépe összeütközik a levegőben. A német gépen 14 utas és 10 fő személyzet tartózkodik. Mindannyian életüket vesztik a balesetben. Az amerikai gépen 9 fő személyzet tartózkodik. Mindannyian életüket vesztik a balesetben.[6]

### Október
- október 10. – Nuevo Berlín közelében. Az Austral Líneas Aéreas 2553-as járata, lajstromjele: LV-WEG, McDonnell Douglas DC–9–32 típusú repülőgépe lezuhan. A gépen 69 utas van a baleset idején és 5 fő személyzet. Mindannyian életüket vesztik.[7]

### December
- december 19. – A SilkAir 185-ös járata a Muszi folyóba csapódik a szumátrai Palembang közelében.

## Első felszállások
- február 5. – A megmaradt és átépített 4 db nullsorozat példányból az első V–22 Osprey megkezdi a berepülési programot (EMD Flight Test).
- november 7. – McDonnell Douglas X–36[8]